# C't
c't (che sta per Computertechnik, computer technology, inizialmente un'abbreviazione di computing today) è una rivista tedesca di computer, pubblicata dalla casa editrice Heinz Heise. Pubblicata all'inizio come sezione speciale della rivista di elettronica elrad, la rivista viene pubblicata mensilmente dal dicembre 1983 e bisettimanalmente dall'ottobre 1997. Esiste anche un'edizione olandese che viene pubblicata mensilmente.
È la quarta rivista tedesca di computer più popolare con una circolazione vendite di circa 367 000 copie (Q3/2005; circolazione di copie stampate: 482.000). Con 239.000 iscrizioni è la rivista di computer con più iscritti in Europa.
Si occupa sia di hardware che di software; si focalizza sul software per la piattaforma Microsoft Windows, ma vengono anche regolarmente riportati Linux e Apple. La rivista ha la reputazione di essere molto approfondita, sebbene i critici dichiarino che la rivista sia stata "semplificata" in anni recenti per ospitare il mercato di massa.
Una rivista sorella, iX, si focalizza principalmente su Unix e relativi problemi.
Tra i suoi progetti offriva una parte di software chiamata Offline Updater, un set di script per scaricare gli aggiornamenti Microsoft, combinandoli con uno script di installazione, e creando una immagine ISO da masterizzare su CD. Con Offline Updater masterizzato su un CD o DVD, un tecnico può aggiornare Windows 2000/XP/Vista e Microsoft Office 2003/2007 senza una connessione Internet. Questo è soprattutto utile alle persone senza connessione, con connessioni lente, o che non vogliono esporre una installazione non aggiornata su Internet.
Attualmente il nome del software è stato cambiato in WSUS Offline Update, dopo la decisione dell'autore tedesco, Torsten Wittrock, di continuare il suo sviluppo per proprio conto, interrompendo la collaborazione con la rivista tedesca c't.